# منطقه نوبله
منطقه نوبله (اسپانیایی: Región de Ñuble‎) یک منطقه‌های کشور شیلی است که در مرکز این کشور قرار دارد و دارای ۱۳٬۱۷۸٫۵ کیلومتر مربع وسعت و ۴۸۰٬۶۰۹ نفر جمعیت است.